# Girardinia bullosa
Girardinia bullosa là loài thực vật có hoa trong họ Tầm ma. Loài này được (Hochst. ex Steud.) Wedd. mô tả khoa học đầu tiên năm 1854.